# توماس کارلایل
توماس کارلایل (به انگلیسی: Thomas Carlyle; ۴ دسامبر ۱۷۹۵ – ۵ فوریهٔ ۱۸۸۱) زبان‌شناس، تاریخ‌نگار، مترجم، ریاضی‌دان، فیلسوف، مقاله‌نویس و نویسنده اهل اسکاتلند بود.
در چهارم دسامبر ۱۷۹۵ به دنیا آمد و مهم‌ترین اثر او «تاریخ انقلاب کبیر فرانسه» (The French Revolution: A History) است که آن را در سال ۱۸۳۷ نوشت. توماس کارلایل، در پنجم فوریهٔ ۱۸۸۱ چشم از جهان فروبست.

## فلسفهٔ تاریخ

### فلسفهٔ انتقادی تاریخ
کارلایل در تاریخ‌نگاری انقلاب کرد و تألیفاتش را بدون پانوشت منتشر ساخت که امروز از آن نگارش ژورنالیستی تاریخ نام می‌برند. به گمان او، از یک سو خواننده باید به مورخ اعتماد کند و از او سند و مرجع و پانوشت نخواهد و از سوی دیگر، مورخ نیز نباید مطالبی را که به صحتشان اطمینان ندارد، در کتاب خود بیاورد و صرفاً با آوردن منبع در پانوشت، مسئولیت آن را به گردن دیگران بیندازد. از دیگر ویژگی‌های اندیشه و سبک تاریخ‌نگاری کارلایل می‌توان به تبیین رابطهٔ خبرنگار حرفه‌ای با کار تاریخ‌نگار اشاره کرد.

### فلسفهٔ نظری تاریخ
به باور کارلایل، تاریخ را قهرمانان و نخبگان می‌سازند و همانان مستحق رهبری جامعه‌اند، اساساً تحول در تاریخ توسط شخصیت‌های بزرگ ایجاد می‌شود، تاریخ فقط احوال قهرمانان است، تمام نهضت‌های بشری به واسطهٔ قهرمانان وارد تاریخ شده‌اند، توجیه و تبیین اصلاحات، بنیادها، ادوار تازه و قوانین مربوط به اساس حکومت‌ها را تنها می‌توان به‌وسیلهٔ شرح احوال اشخاص مشهوری انجام داد که در آن دوره زندگی می‌کردند یا آن موارد را رقم زدند. از دید او تاریخ جنگ میان نوابغ (خواهان تغییر) و عقل‌های عادی (خواهان حفظ وضع موجود) است و علت اصلی حرکت تاریخ مردان بزرگ هستند. این مردان مظهر، تجسم یا نمایندهٔ جنبش‌ها و ادوار تاریخی‌اند. آنان فرستاده‌ای از قلمرو مشیت الهی هستند که برای نجات، هدایت و تعلیم مردم مأموریت دارند قیام کنند و مردم تنها آلات و ابزار این قهرمان‌ها هستند.
بر اساس نظرات کارلایل اگر بخواهیم برای عنوان مثال جنگ جهانی دوم را بررسی کنیم تنها پرداختن به شخصیت آدولف هیتلر کافی‌ست و پرداختن به مردم و قوانین تاریخ و جامعه اهمیتی ندارد. او نجات انسان را در گرو بازگشت به دوران قرون وسطی و تسلیم شدن مردم به حکومت افراد توانا و عادل که از جانب مردم انتخاب نشده‌باشند می‌دانست و پیشرفت‌های بعد از قرون وسطی را بی‌ارزش در نظر می‌گرفت.
یکی از معروف‌ترین آثار او، کتابی است که بر مبنای همین عقیده نوشته شده و عبارت است از: «دربارهٔ قهرمانان، ستایش قهرمان و نقش قهرمانی در تاریخ» (On Heroes, Hero-Worship, and the Heroic in History) که به اختصار «قهرمانان و ستایش قهرمانان» (Heroes and Hero Worship) یا «قهرمانان» خوانده می‌شود. کارلایل در این کتاب، که در سال ۱۸۴۱ آن را چاپ کرد، دربارهٔ شخصیت و زندگانی برخی از قهرمانان تاریخ می‌پردازد که به باور او در اصلاح جامعه اثرگذار بوده‌اند، مانند: شکسپیر، ناپلئون بناپارت، مارتین لوتر…، و از آن جمله، فصلی را نیز به پیامبر اسلام اختصاص داده است.

## مشکل روایت‌های تاریخی
کارلایل که استاد نوشتن مقاله‌نویسی تاریخی است، ضمن اذعان به اهمیت روایت برای تاریخ در ابتدای «درباره» تاریخ، مشکلاتی را که ذاتی روایت‌های تاریخ هستند نیز تشخیص می‌دهد. کارلایل از داستان سر والتر رالی برای نشان دادن این نکته استفاده می‌کند که روایت ذاتاً غیرقابل اعتماد است: «داستان قدیمی نگاه سر والتر رالی از پنجره زندانش به آشوب خیابانی که بعداً سه شاهد آن را به سه روش مختلف گزارش کردند، که خود او با همه آنها متفاوت بود، هنوز هم برای ما یک درس واقعی است.» اینکه مردم رویدادها را به گونه‌ای متفاوت می‌بینند (و روایت‌هایی از آن رویدادها ارائه می‌دهند) یک واقعیت ساده از مشاهده و طبیعت انسان است.